# Achatina vignoniana
Achatina vignoniana је пуж из реда Stylommatophora. 

## Угроженост
Подаци о распрострањености ове врсте су недовољни.

## Распрострањење
Ареал врсте је ограничен на једну државу. 
Габон је једино познато природно станиште врсте.